# 9 de septiembre
El 9 de septiembre es el 252.º (ducentésimo quincuagésimo segundo) día del año —el 253.º (ducentésimo quincuagésimo tercero) en los años bisiestos— en el calendario gregoriano. Quedan 113 días para finalizar el año.

## Acontecimientos
- 413 a. C.: los atenienses y los siracusanos, en el marco de la guerra del Peloponeso, libran la segunda batalla de Siracusa.
- 9 d. C.: Arminio logra emboscar al ejército romano, comandado por Publio Quintilio Varo en la Batalla del bosque de Teutoburgo. Fueron aniquiladas las legiones XVII, XVIII y XIX, seis cohortes auxiliares y tres alas de caballería.
- 1000: en algún lugar del mar Báltico, Noruega libra la batalla de Swold contra los demás escandinavos.
- 1091: en la Taifa de Sevilla, los almorávides ―que tenían sitiada Sevilla desde mayo― inician el asalto de la misma consiguiendo que al-Mutamid se entregue y rinda sin condiciones.
- 1379: el Tratado de Neuberg divide las tierras de la Casa de Austria entre el duque Alberto III y Leopoldo III.
- 1530: Nicolás Federmann comienza su expedición por el territorio de la etnia venezolana ayaman en busca del micro-reino de la Región de Carohana (Carora).
- 1530: en Europa, el rey Carlos I de España y el papa Clemente VII nombran la Catedral Metropolitana de la Ciudad de México.
- 1541: en la localidad de Santiago de los Caballeros (en las laderas del Volcán de Agua, Guatemala), la viuda del conquistador Pedro de Alvarado jura su cargo como gobernadora del reino de Guatemala (que comprendía Guatemala, Belice, Chiapas, El Salvador, Honduras, Nicaragua y Costa Rica). Morirá al día siguiente cuando un terremoto derrumba la capilla donde rezaba.
- 1543: en el pueblo de Stirling, (en el centro de Escocia) María Estuardo, a los nueve meses de vida, es oficialmente coronada «reina de los escoceses».
- 1551: la villa de Texcoco (Estado de México) recibe el título de ciudad dada por Carlos I de España y V del Sacro Imperio Romano Germánico.
- 1775: en Terranova (Canadá) el huracán Independencia mata a más de 4000 personas.
- 1776: en el Segundo Congreso Continental la convención de delegados de las Trece Colonias determina que el nombre oficial del país será Estados Unidos de América.
- 1807: En el marco de las invasiones inglesas al Virreinato del Río de la Plata, después de haber sido derrotadas en Buenos Aires (en julio), las fuerzas inglesas del general John Whitelocke abandonan Montevideo hacia Inglaterra, donde será juzgado.
- 1833: En Roma, excavaciones en el Panteón sacan a la luz la tumba de Rafael.
- 1834: En el Médano de Masallé (cercano a la actual ciudad de Carhué, Argentina) las fuerzas indígenas de Juan Calfucurá liquidan a los boroganos que se habían establecido allí, empezando un reinado que duraría casi 40 años en las pampas argentinas.
- 1850: California es admitida como el estado número 31 de Estados Unidos.
- 1855: durante la Guerra de Crimea, termina el Sitio de Sebastopol. tras casi un año de asedio.
- 1888: Se firma el tratado que anexiona Isla de Pascua a la república de Chile.
- 1909: en Valencia (España), se funda el Levante Unión Deportiva.
- 1913: en la provincia de Córdoba (Argentina) se funda la localidad de Río Tercero.
- 1917: en la República Rusa el generalísimo Lavr Kornílov inicia el Golpe de Estado contra el Gobierno provisional de Aleksándr Kérenski.
- 1930: en Rosario (Argentina) la dictadura de Uriburu fusila sin juicio al albañil anarquista Joaquín Penina.
- 1944: en Bulgaria tiene lugar una insurrección en las principales ciudades, que lleva al gobierno al Frente de la Patria.
- 1945: en China, en el marco de la Segunda Guerra Mundial, las tropas japonesas se rinden formalmente.
- 1947: en Argentina la ley 13.010 reconoce el sufragio universal, el derecho de las mujeres a votar y a ser elegidas.
- 1948: Corea del Norte se independiza de la Unión Soviética.
- 1962: Es fundada la Universidad Católica Madre y Maestra, hoy Pontificia Universidad Católica Madre y Maestra en la ciudad de Santiago de los Caballeros, República Dominicana.
- 1978: la URSS lanza su sonda espacial Venera 11 con destino al planeta Venus.
- 1990: en Perú sale al aire la primera emisión del programa infantil Nubeluz.
- 1991: Tayikistán se convierte en la undécima república que se independiza de la Unión Soviética.
- 1994: sale a la venta el primer tomo del popular videojuego "Guitar Hero"
- 1996: Croacia y Yugoslavia establecen relaciones diplomáticas completas tras cinco años de guerra.
- 1996: En México se crea el sistema de televisión directa SKY.
- 2001: en Santiago de Chile, el club U de Chile le gana a su rival Colo-Colo por última vez en el Estadio Monumental
- 2007: en Rieti (Italia) Asafa Powell supera su propio récord mundial y registra una nueva marca de 9,74 s en los 100 metros planos.
- 2009: salen al mercado dos versiones de la discografía completa del grupo británico de rock The Beatles (cuarenta años después de su separación): un box set estéreo y otro en mono) y además el juego The Beatles: Rock Band
- 2016: Corea del Norte prueba una bomba nuclear que causa un terremoto de 5,3 en la escala de Richter.
- 2020: en Colombia, se produjeron masivas protestas a nivel nacional tras la muerte de Javier Ordóñez, un ciudadano que falleció debido a un acto de brutalidad policial en Bogotá, donde fue sometido violentamente con una pistola eléctrica (táser). Este hecho generó una fuerte indignación, desatando manifestaciones que, aunque inicialmente pacíficas, rápidamente se tornaron violentas, resultando en disturbios, incendios de Centros de Atención Inmediata (CAI) y enfrentamientos con la policía. Las protestas dejaron un saldo de 11 personas fallecidas y cientos de heridos, poniendo en el centro del debate la necesidad de una reforma en la Policía Nacional y su uso de la fuerza.

## Nacimientos
- 214: Aureliano, emperador romano (f. 275).
- 384: Honorio, emperador romano (f. 423).
- 1349: Alberto III, duque austriaco (f. 1395).
- 1466: Ashikaga Yoshitane, shogun japonés (f. 1523).
- 1585: Cardenal Richelieu (Armand Jean du Plessis), político y aristócrata francés (f. 1642).
- 1595: Juan Eusebio Nieremberg, humanista, físico, biógrafo, teólogo y escritor ascético jesuita español (f. 1658).
- 1618: Juan Cererols, compositor, organista arpista, violinista y monje español del barroco (f. 1680).
- 1731: Francisco Javier Clavijero, historiador y religioso mexicano (f. 1787).
- 1737: Luigi Galvani, físico italiano (f. 1798).
- 1754: William Bligh, oficial naval británico (f. 1817).
- 1774: Salomon Mayer Rothschild, banquero alemán (f. 1855).
- 1778: Clemens Brentano, poeta romántico alemán (f. 1842).
- 1789: William Cranch Bond, astrónomo estadounidense (f. 1859).
- 1791: José María Paz, general unitario argentino (f. 1854).
- 1793: José Ignacio de Márquez, fue un abogado y político colombiano. presidente de la nueva granada del 1 de abril de 1837-1 de abril de 1841 (f. 1880).
- 1820: Giacomo Zanella, sacerdote y poeta italiano (f. 1888).
- 1828: León Tolstói, novelista ruso (f. 1910).
- 1839: Devil Anse Hatfield, estadounidense, líder de la familia Hatfield durante el conflicto entre los Hatfield y los McCoy, en Estados Unidos (f. 1921).
- 1850: Leopoldo Miguez, compositor, director de orquesta y violinista brasileño (f. 1902).
- 1870: Antonio Paso y Cano, escritor dramático español (f. 1958).
- 1873: Max Reinhardt, actor y cineasta alemán (f. 1943).
- 1881: Leonidas Yerovi, poeta peruano (f. 1917).
- 1888: Miguel Ángel Builes, obispo misionero colombiano (f. 1971).
- 1888: António Sardinha, poeta, ensayista y político portugués (f. 1925).
- 1889: Marguerite Snow, actriz estadounidense del cine mudo (f. 1958).
- 1890: Coronel Sanders, empresario estadounidense, fundador de Kentucky Fried Chicken (f. 1980).
- 1890: Kurt Lewin, psicólogo germano-polaco nacionalizado estadounidense (f. 1947).
- 1894: Carlos Borcosque, cineasta argentino de origen chileno (f. 1965).
- 1894: Antonio Riquelme, actor español (f. 1968).
- 1899: Brassaï (Gyula Halász), fotógrafo húngaro que vivió en París (f. 1984).
- 1900: James Hilton, escritor británico (f. 1954).
- 1901: Alfred Winslow Jones, periodista australiano (f. 1989).
- 1901: Berta Singerman, cantante y actriz argentina (f. 1998).
- 1902: Roberto Noble, empresario y político argentino, fundador del diario Clarín (f. 1969).
- 1904: Nino Bergese, gastronómico italiano considerado "rey de cocineros" (f. 1977).
- 1907: Manuel Pereira Irarrázaval, abogado, diplomático, empresario y político chileno (f. ¿?).
- 1907: Mehboob Khan (director de cine), cineasta indio (f. 1964).
- 1908: Cesare Pavese, escritor italiano (f. 1950).
- 1911: Antonio del Amo, cineasta español (f. 1991).
- 1911: Richard Baer, oficial nazi (f. 1963).
- 1911: Paul Goodman, escritor y activista anarquista estadounidense (f. 1972).
- 1911: Manuel Sanchís Guarner, filólogo, historiador y escritor español (f. 1981).
- 1915: Tom Hernández, actor estadounidense (f. 1984).
- 1918: Oscar Luigi Scalfaro, político y presidente italiano (f. 2012).
- 1919: Marco Antonio Campos, actor y humorista mexicano (f. 1996).
- 1920: María Luisa Suárez Roldán, abogada española (f. 2019)
- 1920: Galina Petrova, médica militar soviética y Heroína de la Unión Soviética (f. 1943)
- 1922: Hoyt Curtin, compositor estadounidense (f. 2000).
- 1922: Hans Georg Dehmelt, físico estadounidense, premio nobel de física en 1989 (f. 2017).
- 1922: Manolis Glezos, político griego (f. 2020).
- 1923: Daniel Carleton Gajdusek, médico estadounidense, premio nobel de fisiología o medicina en 1976 (f. 2008).
- 1923: David Rayfiel, guionista estadounidense (f. 2011).
- 1924: Russell M. Nelson, médico y líder religioso estadounidense.
- 1925: Cliff Robertson, actor estadounidense (f. 2011).
- 1925: Manuel de Rivacoba, político español (f. 2000).
- 1927: Elvin Jones, baterista estadounidense de jazz (f. 2004).
- 1928: Manuel Scorza, escritor peruano (f. 1983).
- 1929: Claude Nougaró, cantante francés de jazz (f. 2004).
- 1932: Vicente Mundina, sacerdote español especialista en botánica
- 1932: Javier Tomeo, escritor y dramaturgo español (f. 2013).
- 1934: Nicholas Liverpool, político dominiqués, presidente de Dominica (f. 2015).
- 1934: Stanley George Payne, hispanista estadounidense.
- 1935: Chaim Topol, actor israelí (f. 2023).
- 1939: Reuven Rivlin, presidente israelí.
- 1941: Otis Redding, cantante estadounidense (f. 1967).
- 1941: Dennis Ritchie, informático estadounidense (f. 2011).
- 1945: Elena Quinteros, maestra y militante anarquista (d. 1976).
- 1946: Pablo Alarcón, actor argentino.
- 1946: Bruce Palmer, cantante canadiense, de la banda Buffalo Springfield.
- 1949: Susilo Bambang Yudhoyono, presidente indonesio.
- 1950: Agustín Díaz Yanes, cineasta español.
- 1951: Alexander Downer, político australiano.
- 1951: Ramón Puerta, político argentino.

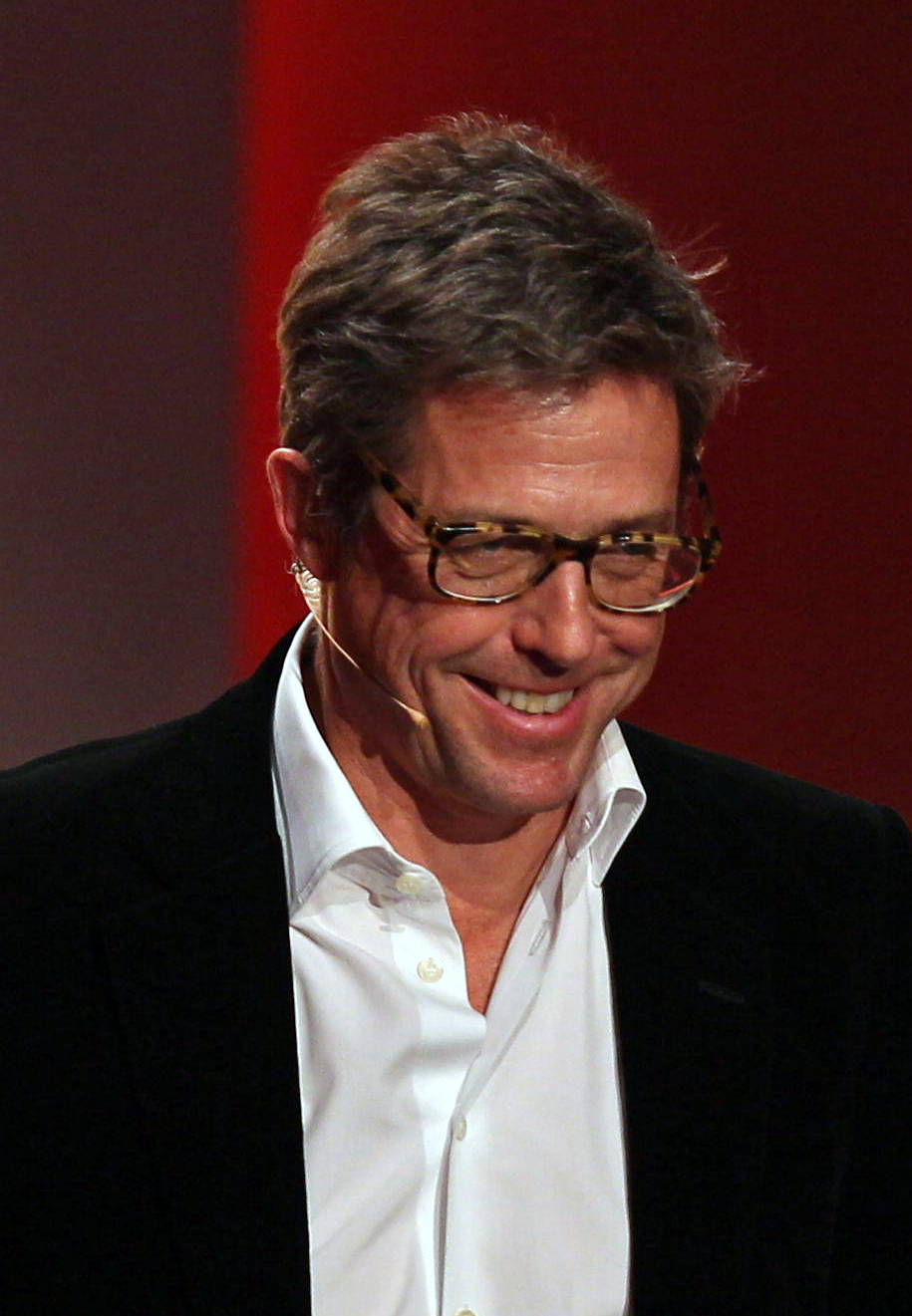
Hugh Grant

- 1952: David A. Stewart, músico británico, de la banda Eurythmics.
- 1952: Manuel Göttsching, músico alemán, de la banda Ash Ra Tempel.
- 1953: Milciades Morel, futbolista paraguayo.
- 1955: Manuel Hernández, diplomático español.
- 1955: John Kricfalusi, animador canadiense.
- 1957: Pierre-Laurent Aimard, pianista francés.
- 1957: Roberto Urretavizcaya, piloto de automovilismo argentino (f. 2023).
- 1959: Éric Serra, compositor francés.
- 1960: Bonnie Aarons, actriz estadounidense.
- 1960: Hugh Grant, actor británico.
- 1963: Amaury Gutiérrez, músico cubano.
- 1965: Dan Majerle, baloncestista estadounidense.

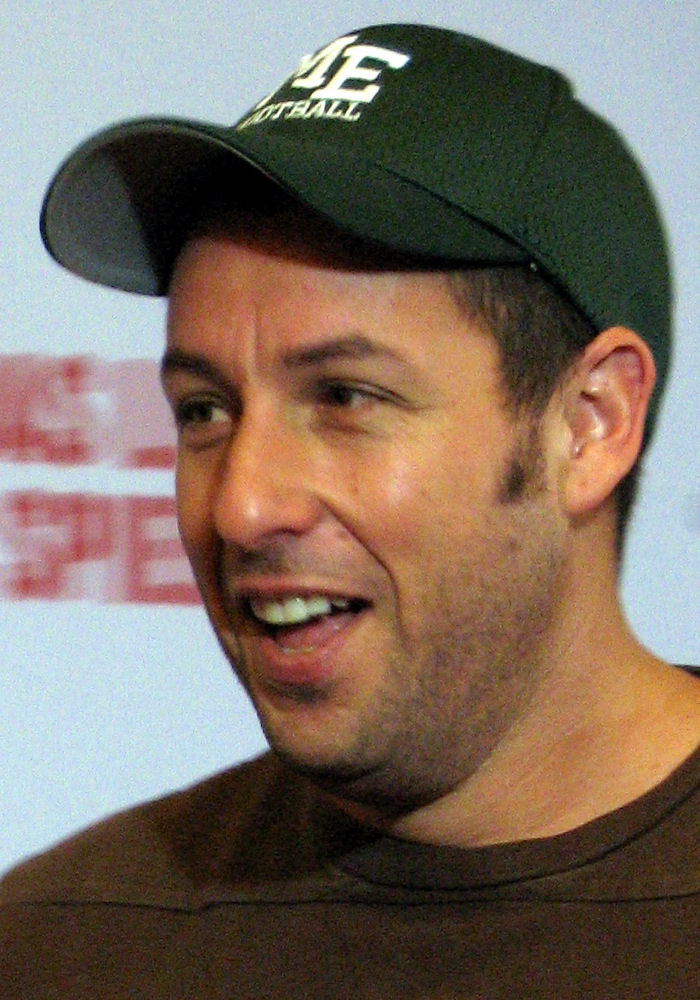
Adam Sandler

- 1965: MC Shan, rapero estadounidense.
- 1965: Jesús Vázquez, presentador de televisión español.
- 1966: Adam Sandler, actor y comediante estadounidense.
- 1966: David Bennent, actor suizo.
- 1967: Hana Andronikova, escritora checa (f. 2011).
- 1967: Akshay Kumar, actor de cine, productor y artista marcial indio.
- 1968: Lila Downs Cantante mexicana.
- 1969: Rachel Hunter, modelo neozelandesa.
- 1970: Natalia Streignard, actriz venezolana.
- 1970: Miguel Ángel Jiménez Parejo, militar y atleta español.
- 1971: Henry Thomas, actor estadounidense.
- 1971: Toni Prats, futbolista español.

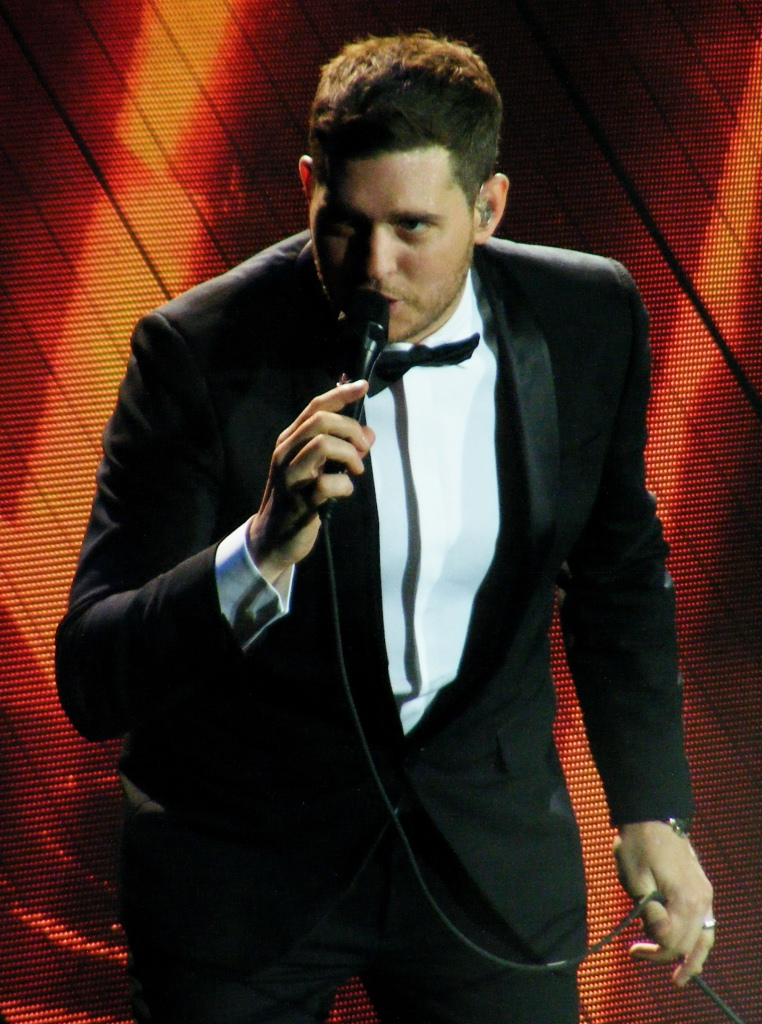
Michael Bublé

- 1972: Goran Višnjić, actor croata.
- 1973: Laura Ponte, modelo española.
- 1973: Frode Andresen, biatleta noruego.
- 1974: Mathias Färm, guitarrista sueco, de la banda Millencolin.
- 1974: David Coromina, futbolista español.
- 1974: Ivo Ulich, futbolista checo.
- 1974: Ana Carolina, cantante brasileña.
- 1975: Michael Bublé, cantante y actor canadiense.
- 1976: Juan Alfonso Baptista, actor venezolano.
- 1976: Masaya Matsukaze, seiyū japonés.
- 1977: Julieta Díaz, actriz argentina.
- 1977: Soulja Slim, rapero estadounidense.

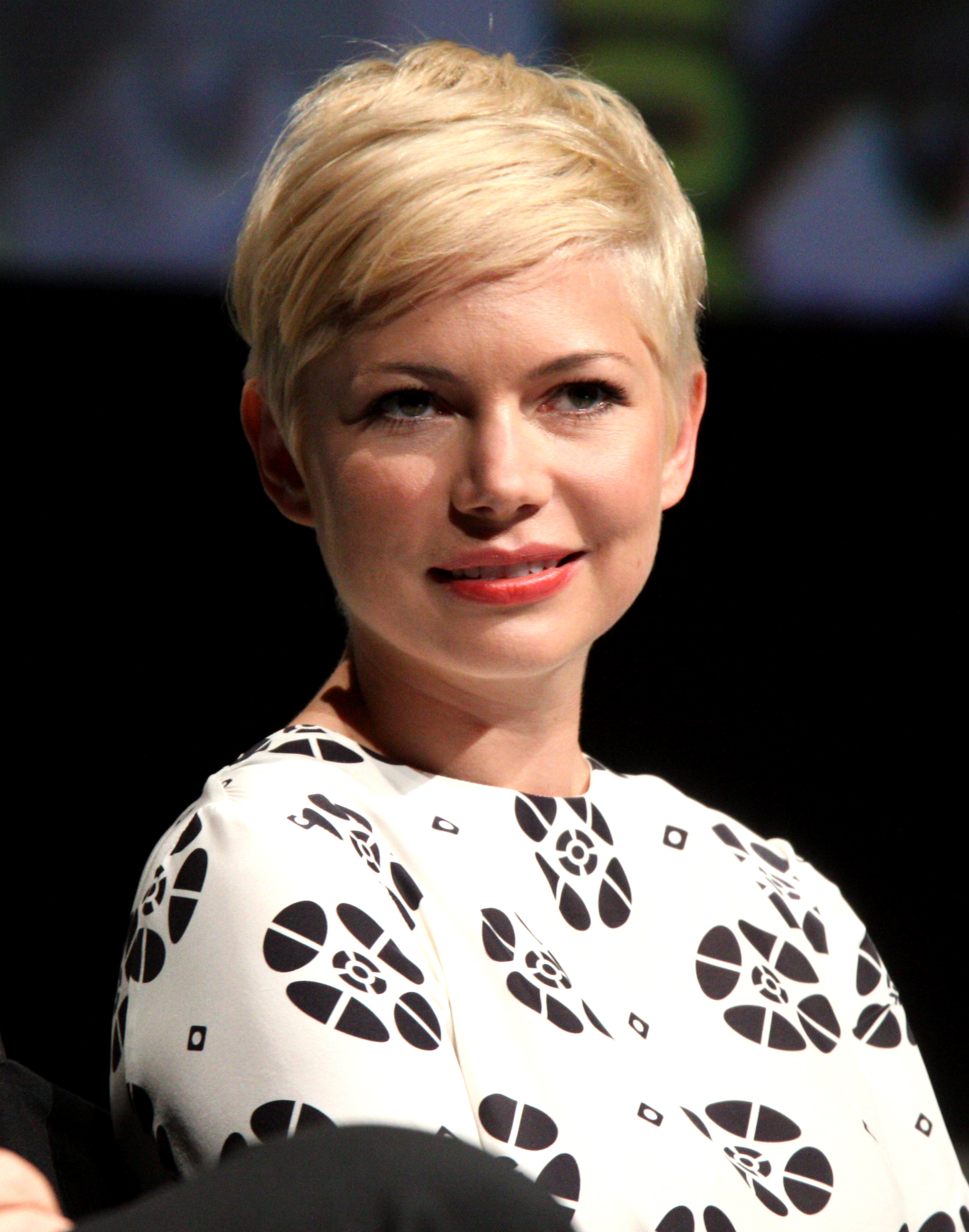
Michelle Williams

- 1978: Shane Battier, baloncestista estadounidense.
- 1980: Jani Liimatainen, músico finlandés, de las bandas Sonata Arctica.
- 1980: Michelle Williams, actriz estadounidense.
- 1980: Asier Goiria, futbolista español.
- 1980: Václav Drobný, futbolista checo (f. 2012).
- 1981: Nathalia Aragonese, actriz chilena.
- 1982: Ai Ōtsuka, cantante japonesa.
- 1982: Saskia Bartusiak, futbolista alemana.
- 1982: Shogo Shiozawa, futbolista japonés.
- 1982: Tatsuya Tsuruta, futbolista japonés.
- 1983: Alex Romero, beisbolista venezolano.
- 1983: Vitolo Añino, futbolista español.
- 1983: Rodrigo Souto, futbolista brasileño.
- 1983: Chad Coombes, futbolista neozelandés.
- 1983: Shin Kanazawa, futbolista japonés.
- 1983: Nahil Carroll, futbolista panameño.
- 1984: Brad Guzan, futbolista estadounidense.

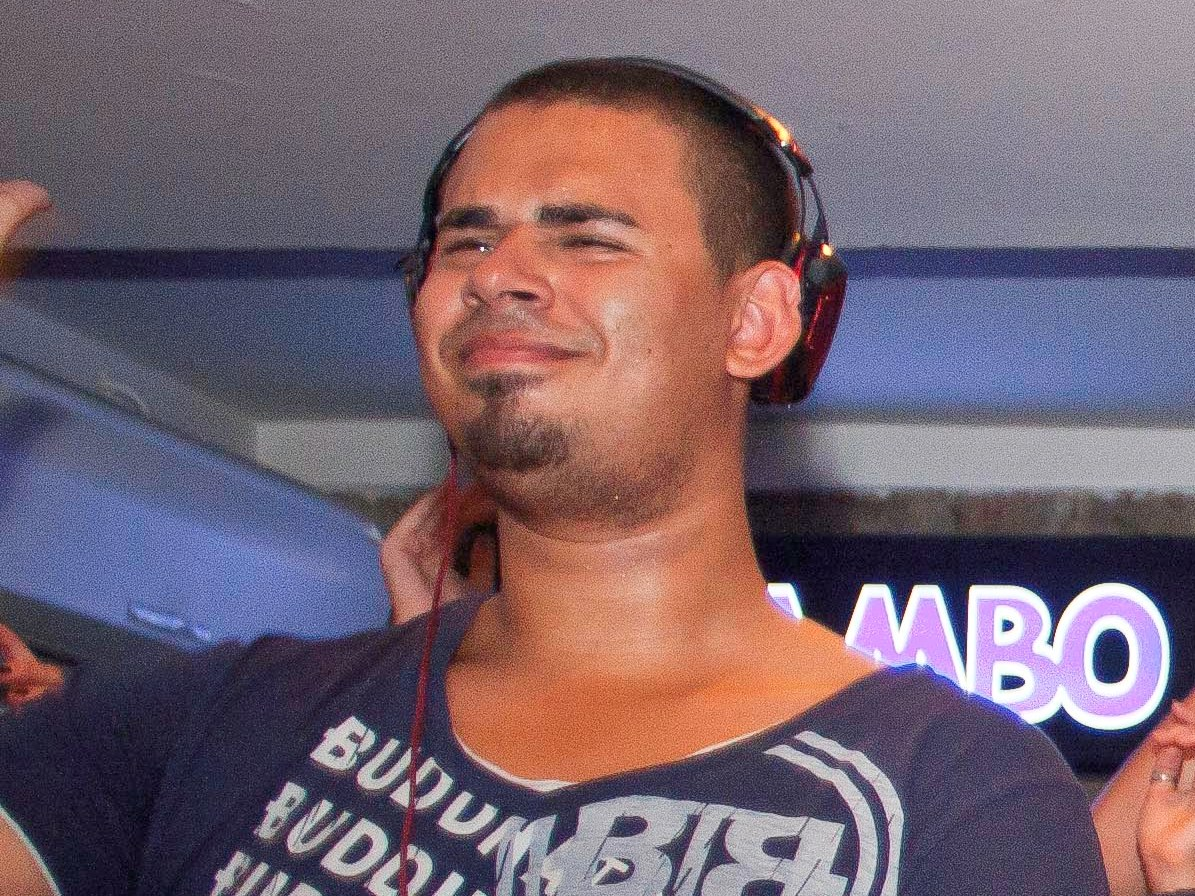
Afrojack

- 1985: J. R. Smith, baloncestista estadounidense.
- 1985: Luka Modrić, futbolista croata.
- 1985: Sacha Kljestan, futbolista estadounidense.
- 1986: José Aldo, artista marcial mixto brasileño.
- 1986: Péter Galambos, remero húngaro.
- 1986: Luc Mbah a Moute, baloncestista camerunés.
- 1987: Milan Stankovic, cantante serbio.
- 1987: Afrojack, productor musical y DJ neerlandés.
- 1987: Alex Song, futbolista camerunés.
- 1987: Abel Dhaira, futbolista ugandés (f. 2016).
- 1987: Ahmed Elmohamady, futbolista egipcio.
- 1988: Michelle Renaud, actriz mexicana
- 1988: Steffen Hofmann, futbolista alemán.
- 1988: Danilo D'Ambrosio, futbolista italiano.

- 1988: Ai Kakuma, seiyū japonesa.

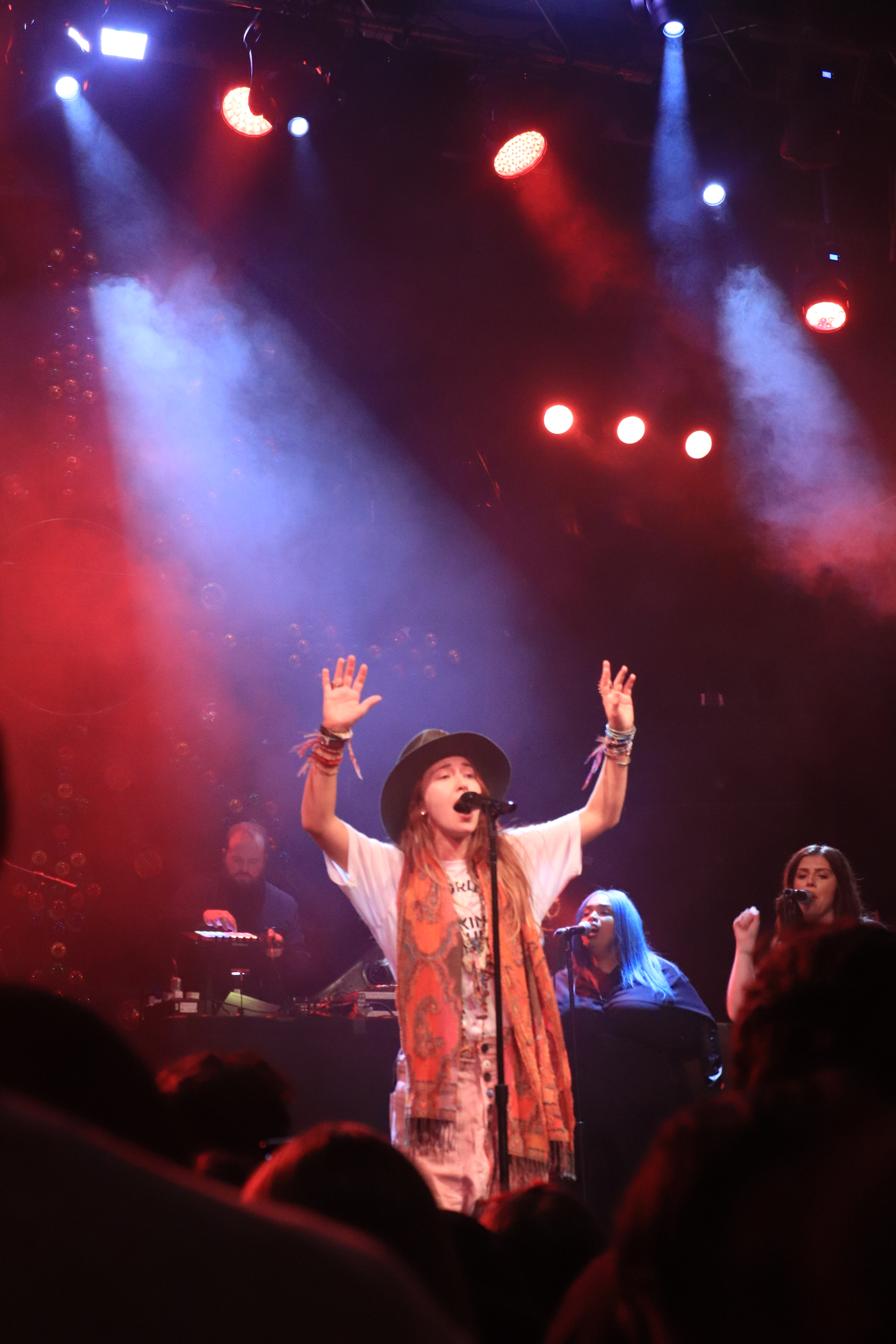
Lauren Daigle

- 1989: Ramón Córdoba, futbolista colombiano.
- 1989: Dairis Bertāns, baloncestista letón.
- 1990: Haley Reinhart, cantante estadounidense.
- 1990: Vasco Regini, futbolista italiano.
- 1990: Igor Ivanović, futbolista montenegrino.
- 1990: Shusaku Tokita, futbolista japonés.
- 1990: Félix Crisanto, futbolista hondureño.
- 1991: Kelsey Chow, actriz estadounidense.
- 1991: Lauren Daigle, cantante y compositora estadounidense.
- 1991: Oscar, futbolista brasileño.
- 1992: Damian McGinty, cantante irlandés.
- 1992: Patrick Farkas, futbolista austriaco.
- 1992: Loren Lott, actriz y cantante estadounidense.
- 1993: Adnan Kovačević, futbolista bosnio.
- 1993: Pablo Insua, futbolista español.
- 1993: Josh Gray, baloncestista estadounidense.
- 1994: Sergio Cortelezzi, futbolista uruguayo.
- 1994: Jure Balkovec, futbolista esloveno.
- 1994: Ruslan Valiullin, futbolista kazajo.
- 1994: Ali Faez, futbolista iraquí.
- 1994: Txus Rubio, futbolista andorrano.
- 1995: Nacho Gil, futbolista español.
- 1995: Michał Helik, futbolista polaco.
- 1995: Marco Hober, futbolista alemán.
- 1995: Rudy Meléndez, futbolista hondureño.
- 1995: Sebastián Cardozo, futbolista uruguayo.
- 1995: Sōya Fujiwara, futbolista japonés.
- 1995: Fabien Reboul, tenista francés.
- 1995: Andrija Bašić, waterpolista croata.
- 1996: Andreas Karo, futbolista chipriota.
- 1996: Duván Vergara, futbolista colombiano.
- 1996: Stephanie Lacoste, futbolista uruguaya.
- 1996: Lukas Rüegg, ciclista suizo.
- 1996: Matías Ruiz Díaz, futbolista argentino.
- 1996: Jaïro Riedewald, futbolista neerlandés.
- 1996: Bersant Celina, futbolista kosovar.
- 1996: Stephen Zimmerman, baloncestista estadounidense.
- 1996: Alfdan De Decker, ciclista belga.
- 1997: László Bénes, futbolista eslovaco.
- 1997: Javier Ontiveros, futbolista español.
- 1997: Alberto Reina, futbolista español.
- 1997: Isobel Dalton, futbolista anglo-australiana.
- 1997: Felix Uduokhai, futbolista alemán.
- 1997: Fredrik Jensen, futbolista finlandés.
- 1997: Gonzalo Collao, futbolista chileno.
- 1997: Fernando Quiroz Calderón, futbolista chileno.
- 1997: Alejandro Artunduaga, futbolista colombiano.
- 1997: Juan Ignacio Silva, futbolista argentino.
- 1997: Kameron McGusty, baloncestista estadounidense.
- 1997: Yahia Omar, balonmanista egipcio.
- 1997: Nick Sogard, beisbolista estadounidense.
- 1998: Linas Mėgelaitis, futbolista lituano.
- 1998: David Abagna, futbolista ghanés.
- 1998: Mikael Ymer, tenista sueco.
- 1998: Richmond Aririguzoh, baloncestista estadounidense.
- 1998: Denilson Mason, futbolista costarricense.
- 1998: Mateusz Laskowski, voleibolista polaco.
- 1998: Jesús Marimón, futbolista colombiano.
- 1998: Bai Yawen, gimnasta artística china.
- 1998: Anastasiya Manievska, halterófila ucraniana.
- 1998: Jordan Nwora, baloncestista nigeriano-estadounidense.
- 1998: Dorian Boccolacci, piloto de automovilismo francés.
- 1998: Colin Dagba, futbolista francés.
- 1998: Beni Baningime, futbolista congoleño.
- 1998: Daniela Pontel, futbolista argentina.
- 1998: Petr Nouza, tenista checo.
- 1998: Choi Min-Jeong, patinadora de velocidad surcoreana.
- 1999: Bilal Hassani, cantante francés.
- 1999: Ronni Hawk, actriz estadounidense.
- 1999: Barbora Podzimková, modelo checa.
- 1999: Cristian Cálix, futbolista hondureño.
- 1999: Antonio López Fernández, futbolista español.
- 1999: Kristoffer Velde, futbolista noruego.
- 2000: Victoria Federica de Marichalar y Borbón, hija de SAR la Infanta Elena y sobrina del Rey Felipe VI.
- 2000: Ander Yoldi, futbolista español.
- 2000: Karel Vacek, ciclista checo.
- 2000: Josu Etxeberria, ciclista español.
- 2000: Drew Timme, baloncestista estadounidense.
- 2001: Bryan Zaragoza, futbolista español.
- 2001: Laia Parera, futbolista española.
- 2001: Alexandre Penetra, futbolista portugués.
- 2002: Fran Pérez Martínez, futbolista español.
- 2003: Raphael Lea'i, futbolista salomonense.
- 2004: Marselino Ferdinan, futbolista indonesio.
- 2006: Rhodri Smith, futbolista suizo.

## Fallecimientos
- 1087: Guillermo I el Conquistador, rey inglés entre 1066 y 1087 (n. 1028).
- 1488: Francisco II de Bretaña, duque de Bretaña (n. 1435).
- 1654: San Pedro Claver, jesuita español (n. 1580).
- 1676: Paul de Chomedey, explorador francés, fundador de Montreal (n. 1612).
- 1841: Augustin Pyrame de Candolle, botánico suizo (n. 1778).
- 1868: Vicente Hernández Couquet, escultor español (n. 1837).
- 1898: Stéphane Mallarmé, poeta francés (n. 1842).
- 1901: Henri de Toulouse-Lautrec, pintor francés (n. 1864).
- 1930: Joaquín Penina, anarquista catalán asesinado en Argentina por la policía (n. 1905).
- 1933: Rafael Campalans, ingeniero español (n. 1877).
- 1934: Roger Fry, artista y crítico británico (n. 1866).
- 1955: Carl Friedberg, compositor alemán (n. 1872).
- 1957: Jacinto Olave, pintor y retratista español (n. 1877).
- 1960: Jussi Björling, tenor sueco (n. 1911).
- 1965: Julián Carrillo, compositor mexicano, creador del Sonido 13 (f. 1875).
- 1976: Mao Zedong, político y revolucionario chino; por esclerosis lateral amiotrófica (n. 1893).
- 1978: Jack Warner, productor de cine canadiense (n. 1978).
- 1979: Joaquín Fernández Fernández, abogado, empresario y político chileno (n. 1891).
- 1980: Harold Clurman, cineasta estadounidense (n. 1901).
- 1981: Ricardo Balbín, político argentino (n. 1904).
- 1981: Jacques Lacan, psiquiatra francés (n. 1901).
- 1983: Luis Monti, futbolista argentino nacionalizado italiano (n. 1901).
- 1985: Hugo Lindo, poeta salvadoreño (n. 1917).
- 1990: Nicola Abbagnano, filósofo italiano (n. 1901).
- 1995: Marina Núñez del Prado, escultora boliviana (n. 1910).
- 1997: Burgess Meredith, actor estadounidense (n. 1907).
- 1998: Lucio Battisti, cantante italiano (n. 1943).
- 1998: Gustavo Petriccioli, político y economista mexicano (n. 1928).
- 1999: Ruth Roman, actriz estadounidense (n. 1922).
- 2001: Ahmad Shah Masud, comandante y héroe afgano. (n. 1953).
- 2003: Joaquim Homs, compositor español (n. 1906).
- 2003: Edward Teller, físico húngaro (n. 1908).
- 2005: Rafael Escamilla, periodista español (n. 1931).
- 2006: Ramón Tito Fernández, cineasta español (n. 1930).
- 2007: Helmut Senekowitsch, futbolista austríaco (n. 1933).
- 2008: Nouhak Phoumsavanh, revolucionario y presidente laosiano (n. 1910).
- 2009: Marco Antonio Corcuera, escritor peruano (n. 1917).
- 2010: Bent Larsen, ajedrecista danés (n. 1935).
- 2011: Renato Prada Oropeza, científico boliviano-mexicano (n. 1937).
- 2011: Josep Termes, historiador español (n. 1936).
- 2013: Patricia Blair, actriz estadounidense (n. 1933).
- 2014: Montserrat Abelló, poetisa y traductora española (n. 1918).
- 2014: Rafael Carret, actor y humorista argentino (n. 1923).
- 2020: Henrietta Boggs, política, escritora y activista estadounidense y costarricense (n. 1918).
- 2024: James Earl Jones, actor y militar estadounidense (n. 1931).

## Celebraciones
- Día Mundial de la Agricultura. La creación de esta fecha sirve para divulgar los retos que debe enfrentar el sector agrícola ante el cambio climático en el planeta y otros factores ambientales, así como los nuevos patrones de consumo.
- Día Mundial del Vehículo Eléctrico.[1]
- Día Internacional para la Protección de la Educación de Ataques.[2]Establecido por la ONU sobre la importancia de que las escuelas sean lugares protegidos y seguros para estudiantes y maestros, y que es necesario que la educación siga siendo una prioridad de los gobiernos.
- Día Mundial del Trastorno del Espectro Alcohólico Fetal (TEAF).[3]
- Día Internacional del Sudoku. El objetivo del juego es llenar una cuadrícula de 9 × 9 para que cada columna, fila y subcuadrícula de 3 × 3 contenga todos los dígitos del 1 al 9. Por lo tanto, nueve y nueve es la elección natural para el día de celebración.
- Día Mundial del Tester de Software. Proceso que valida y verifica un programa de software o una aplicación.
- Día Internacional de la Belleza. Para celebrar la belleza interior y exterior de las personas. Iniciativa del Comité Internacional de Estética y Cosmetología (CIDESCO).

 Por países
(Por orden alfabético)
- Argentina: 
  -  Misiones: 
    - Día de la Cultura Misionera.[4]El 26 de mayo de 2022, la Legislatura provincial aprobaba la Ley VI-296 que, publicada en junio siguiente en el Boletín Oficial- establece cada 9 de septiembre como Día Provincial de la Cultura Misionera, con el fin de evocar a Juan Yaparí como figura fundamental de la historia de la cultura de Misiones.
      - Posadas: Aniversario del Club Atlético Posadas. Fundado el 9 de septiembre de 1912 (hace ya 112 años, 10 meses y 22 días).[5]Es el club más antiguo de la Liga Posadeña de Fútbol.

- Bolivia: 
  - Día del Soldado.

- Colombia:
  - Día Nacional de los Derechos Humanos.

- Corea del Norte:
  - Día de la Fundación de la República.

- Costa Rica:
  - Día del Niño.

- Eslovaquia: 
  - Día de las Víctimas del Holocausto y de la Violencia Racial.

- Estados Unidos: 
  - Día de los Servicios de Emergencia.
(en inglés: Emergency Services Day).
  - Día Nacional del Oso de Peluche.
(en inglés: Teddy Bear Day).

- Honduras:
  - Día del Folclore Nacional.

- Japón:
  - Día del Crisantemo.

- Paraguay: 
  - Día de la victoria de la Batalla de Boquerón (1932) durante la guerra del Chaco.

- Reino Unido: 
  - Día de los Servicios de Emergencia.

- Tayikistán:
  - Día de la Independencia.

- Ucrania:
  - Día de las Fuerzas Blindadas. 
(en inglés: Armored Forces Day).

- Uruguay:
  - Día del Cardiólogo. En el aniversario de la fundación de la Sociedad Uruguaya de Cardiología.

### Santoral católico

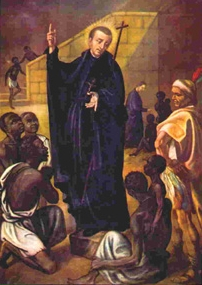
San Pedro Claver, presbítero (1654)

- San Pedro Claver, presbítero (1654).[6]
- San Gorgonio de Roma, mártir (203).
- San Jacinto de Sabina, mártir.
- San Ciarano de Clonmacnoise, presbítero y abad (s. VI).
- Beata María de la Cabeza (siglo XII).
- Beato Jorge Douglas, presbítero y mártir (1587).
- Beata María Eutimia Üffing, virgen (1855).
- Beato Pedro Bonhomme, presbítero (1861)
- Beato Jacobo Desiderio Laval, presbítero (1864).
- Beato Francisco Gárate Aranguren (1929).
- Virgen Nuestra Señora de la Salud (Algemesí) (1247).